# Iain Armitage
Iain Armitage, född 15 juli 2008, är en amerikansk barnskådespelare.
Armitage har bland annat medverkat i TV-serierna Young Sheldon 2017–2023 och Big Little Lies 2017–2019. Han har även medverkat i filmerna Scoob! från 2020 och Paw Patrol: Filmen från 2021. 2023 kommer han medverka i PAW Patrol: The Mighty Movie.

## Filmografi (i urval)
- 2017–2019: Big Little Lies
- 2017–2023: Young Sheldon
- 2020: Scoob!
- 2021: Paw Patrol: Filmen